# Ligne 7 de la CPTM
La ligne 7 de la CPTM, dite aussi ligne Rubis, est une ligne du réseau de trains de banlieue de la Companhia Paulista de Trens Metropolitanos (CPTM) qui est définie par le tronçon de ligne entre les gares de Brás et de Jundiaí  Elle a été construite par l'ancien São Paulo Railway et inaugurée le 16 février 1867. 
Depuis le 4 mai 2021 un nouveau service de circulations le « service 710 » unifie les circulations sur la ligne 7 et la ligne 10. Les trains circulent entre les gares de Jundiaí et de Rio Grande da Serra avec un arrêt dans les 31 gares en 2 heures et 8 minutes, il n'y a plus de transferts.

## Histoire

### Origines (1867-1994)
L'origine de la ligne est due à l'homme d'affaires Irineu Evangelista de Sousa qui devient concessionnaire d'une ligne de chemin de fer dans le but de faciliter le transport du café produit sur le plateau dans la région de São Paulo jusqu'au port de Santos d'ou partent les navires qui l'exportent vers l'Europe. Il provoque la création de la société par actions São Paulo Railway à Londres, par un pôle de financiers britanniques avec notamment les Rothschild, pour la construction d'une ligne de 139 kilomètres, de Jundiaí à Santos, via São Paulo. Prouesse technique du fait d'un point haut à plus de 800 mètres d'altitude et de pentes à près de 10 %, après quelques années de chantier la ligne est inaugurée le 16 février 1867,,. 
Cette ligne est considérée comme « l'un des premiers jalons du développement de la ville de São Paulo ». Au début du XXe siècle, du fait de l'ouverture de plusieurs gares intermédiaires entre les gares SPR d'origine, la circulation des trains de banlieue débute, d'abord jusqu'à Pirituba. 
En 1946, à l'échéance de la concession d'origine, la ligne est reprise par l'État fédéral et nommée Estrada de Ferro Santos-Jundiaí. La ligne est électrifiée, mais néanmoins elle continue à fournir des services de rames avec voitures en bois tirées par des locomotives à vapeur jusqu'en 1957, année ou elle devient une filiale de la nouvelle entreprise publique Rede Ferroviária Federal S.A. (RFFSA). Cette même année apparaissent les premières rames automotrices électriques de l'ancienne série 101 (plus tard série 1100 de la CPTM). En 1975, la ligne a commencé à être gérée directement par la Rede Ferroviária Federal (RFFSA), qui depuis 1957 avait la Santos - Jundiaí comme l'une de ses filiales. 
En 1984, elle est passée à Companhia Brasileira de Trens Urbanos (CBTU), qui a hérité de l'ensemble du service de train métropolitain du réseau. 

### Ligne autonome de la CPTM (1994-2021
En 1994, elle devient une ligne de la nouvelle Companhia Paulista de Trens Metropolitanos (CPTM). Elle est renommée ligne A-Marron avant de devenir la ligne 7-Rubis en mars 2010.
En avril 2010, la ville de São Paulo a annoncé une opération urbaine en bordure de la ligne 7, dans le but d'attirer des investissements dans les régions de Lapa et Brás, alors occupées par des plusieurs entrepôts et terrains industriels abandonnés, les dernières grandes zones inactives de la ville. Les régions comptent 135 000 habitants, mais on s'attendait à en attirer 400 000 au cours des vingt prochaines années.
La ligne 7 dessert la circulation entre les gares du Brás et Jundiaí passant par les municipalités de Caieiras, Franco da Rocha, Francisco Morato, Campo Limpo Paulista et Várzea Paulista - ces deux dernières étant déjà en dehors de la région métropolitaine de São Paulo. Le parcours se fait en deux "étapes", avec transfert gratuit à Francisco Morato. Cette sous-région métropolitaine a une topographie très accidentée (Serra dos Cristais), et les noyaux urbanisés étaient situés le long du chemin de fer, en tant que dortoirs, en raison de difficultés de localisation pour les installations industrielles ou les générateurs d'emplois. Il est relié par une route d'accès, la SP-332, ancienne connexion entre São Paulo et Campinas.
Lorsqu'elle est devenue une ligne distincte, la ligne ne desservait que le tronçon entre Luz et Jundiaí, mais en octobre 2019, CPTM a prolongé l'itinéraire jusqu'à la gare du Brás, en utilisant le quai 2, qui avait été utilisée par la ligne 10 - Turquoise (qui fait actuellement partie du quai 1). Ce changement est effectué uniquement les jours ouvrables, étant que, les week-ends et jours fériés, l'itinéraire comprend le tronçon entre Jundiaí et Luz,. Auparavant, la route vers la gare de Brás était réservée en besoins opérationnels,, bien que la CPTM ait utilisé la route entre Brás et Francisco Morato pendant une certaine période, quand, en 2001, il a temporairement transformé la gare de Barra Funda en terminus de la ligne.
Dans une partie de la section initiale de la ligne, entre Bom Retiro et Lapa, elle longe la ligne 8 - Diamond, avec un détournement d'intégration toujours actif, à l'arrière de l'atelier de Lapa.
La ligne possède encore des stations SPR d'origine, certaines avec des bâtiments construits au XIXe siècle, comme Caieiras, Perus et Jaraguá. Cette dernière a les deux quais existants (un pour chaque direction) échelonnés à différents points de la ligne et non devant l'autre, étant séparées par un passage à niveau. L'itinéraire passe également par un tunnel (de deux galeries), entre les stations Francisco Morato et Botujuru, et a toujours deux routes auxiliaires avec des rails originals de Santos - Jundiaí, juste avant la gare de Perus et juste après la gare d'Água Branca.
Les trains en provenance de Luz s'arrêtent à Francisco Morato et reviennent à Luz. Pour procéder à Jundiaí, le transfert est nécessaire. Le tronçon entre Francisco Morato et Jundiaí est fait par moins de trains et avec de plus grands intervalles. À partir du 9 novembre 2009, certains trains (en dehors des heures de pointe et à caractère expérimental) ont commencé à compléter l'itinéraire complet Luz-Jundiaí et Jundiaí-Luz.
En septembre 2018, la possibilité d'étendre la route à la municipalité de Campinas a été annoncée, avec un démarrage estimé en 2019, mais le projet a été reporté à 2021

### Service 710 - 2021
Dans le but d'améliorer le service des voyageurs, la CPTM lance le « service 710 » le 4 mai 2021 qui unifie les circulations des lignes 7-Rubis et 10-Turquoise. Les trains circulent, sans interruption, entre les gares de Jundiaí et de Rio Grande da Serra. La gare de Brás n'étant plus une gare de correspondance terminus des deux lignes, mais simplement une gare de passage,.

## Infrastructure

### Ligne
Il s'agit de la plus longue ligne de CPTM et de l'ensemble du réseau métropolitain et ferroviaire de São Paulo, avec juillet 62 de longueur. C'est également la seule ligne CPTM qui a des stations en dehors de la région métropolitaine de São Paulo (les gares de Jundiaí, Várzea Paulista, Campo Limpo Paulista et Botujuru, sont situées dans l'agglomération urbaine de Jundiaí). Le tronçon de la ligne entre les villes de Jundiaí et São Paulo ainsi que la continuation par la ligne 10 de la CPTM entre São Paulo et Rio Grande da Serra, correspondent aux tronçons ferroviaires les plus anciens de l'état qui sont toujours en service, car les deux ont formé une seule ligne appartenant au São Paulo Railway, plus tard Estrada de Ferro Santos-Jundiaí, le premier chemin de fer de l'état.

### Gares
- Brás
- Luz
- Palmeiras–Barra Funda
- Água Branca
- Lapa
- Piqueri
- Pirituba
- Vila Clarice
- Jaraguá
- Vila Aurora
- Perus
- Caieiras
- Franco da Rocha
- Baltazar Fidélis
- Francisco Morato
- Botujuru
- Campo Limpo Paulista
- Várzea Paulista
- Jundiaí

## Circulations
Depuis le 4 mai 2021 un nouveau service est mis en place : service 710. Les circulations ont lieu durant toute la période d'ouverture des lignes sur un parcours desservant 31 gares en 2 heures et 8 minutes. Il comprend également, aux heures de pointe du matin et de la fin de l'après-midi, la mise en place de trains supplémentaires entre les gares de Francisco Morato et Mauá avec un intervalle entre les trains de six minutes s'intercalant entre les trains effectuant le service complet avec un intervalle de douze minutes. Cette nouvelle organisation doit permettre aux usagers, d'avoir moins de transfert et plus de rapidité d'une gare à une autre des deux lignes.

## Galerie de photographies

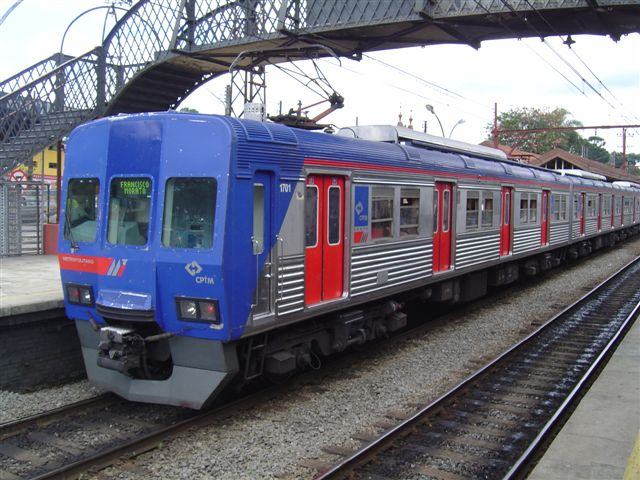
Série 1700 (aujourd'hui hors circulation)
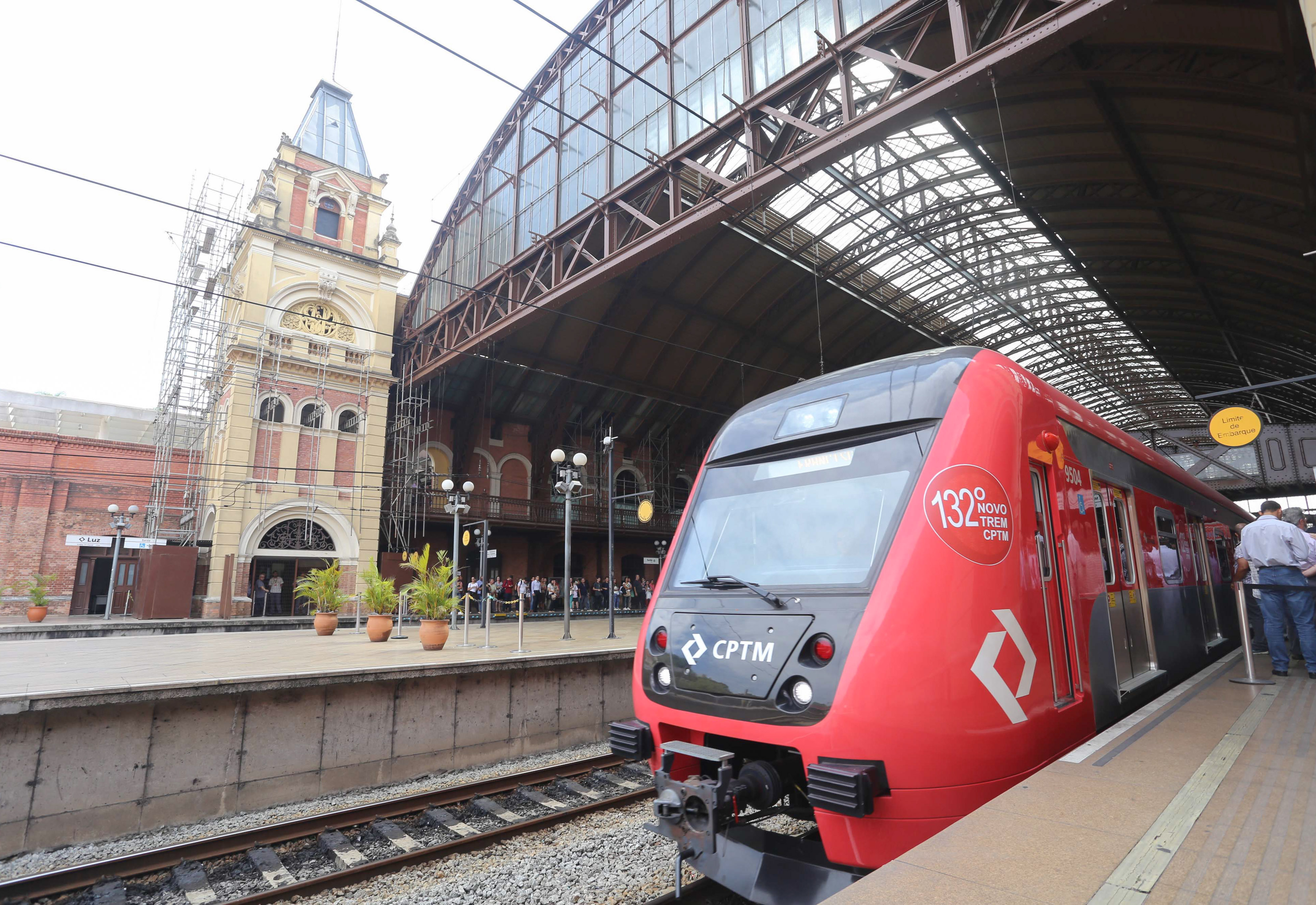
Série 9500
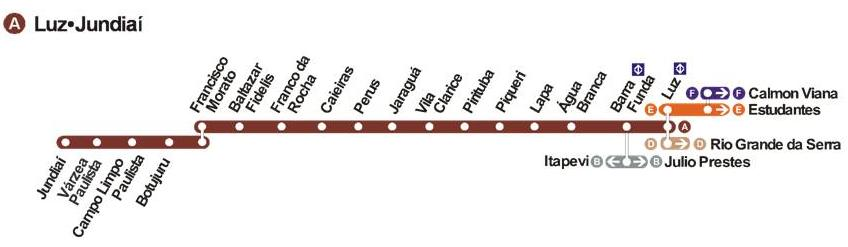
Identification visuelle antérieure de la ligne, utilisée jusqu'en 2008.
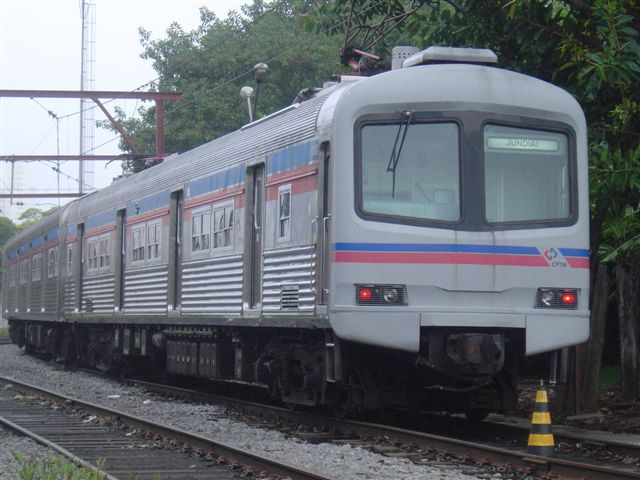
Série 1100 Budd/Mafersa (rénovée par Bombardier, maintenant hors circulation)
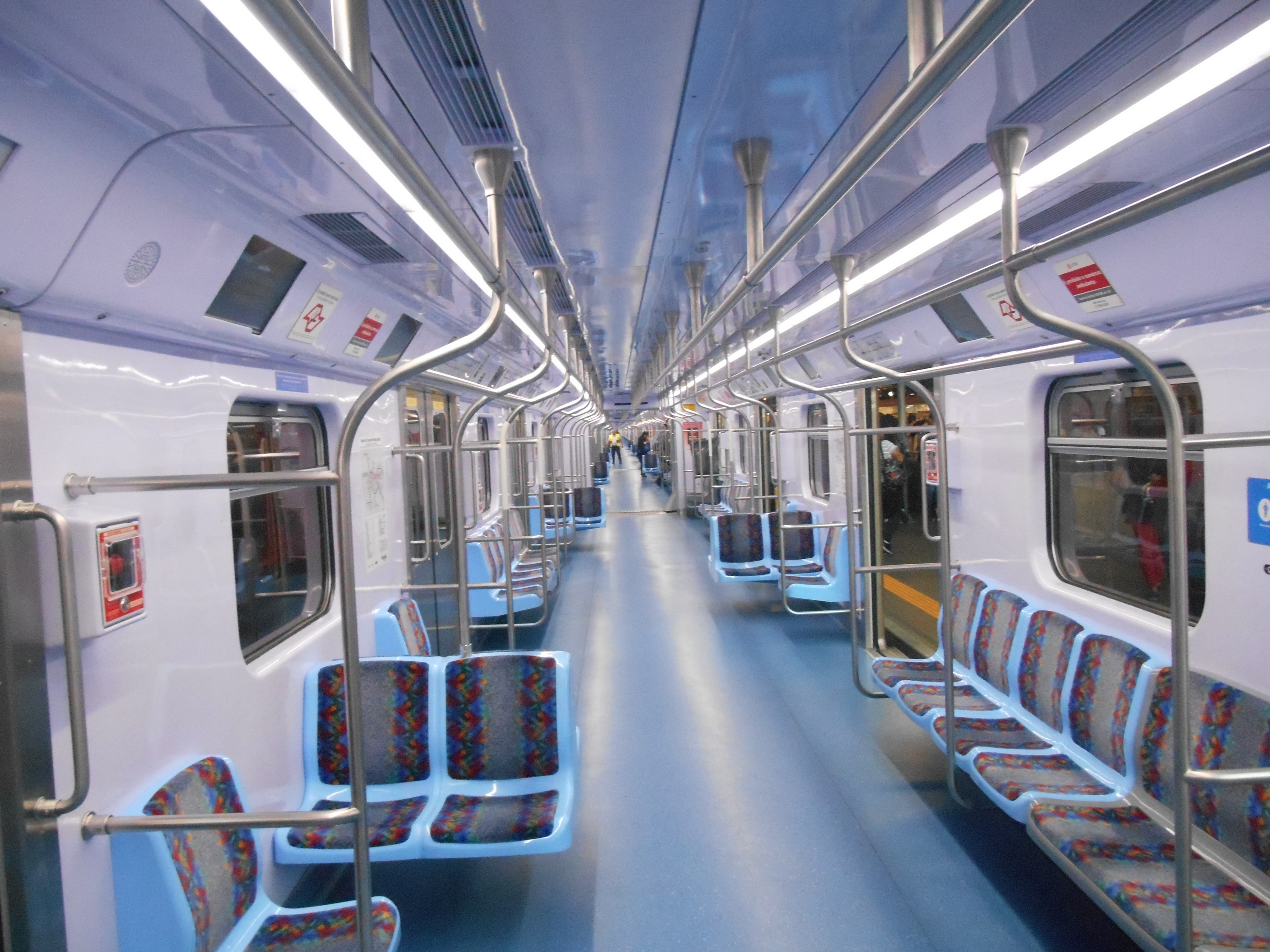
Intérieur du train de la série 9500.